# Мьянма на Олимпийских играх
Мьянма (до 1989 года — Бирма) впервые приняла участие в Олимпийских играх в 1948 году. По состоянию на 2016 год, Мьянма участвовала в семнадцати летних Олимпийских играх, никогда не принимала участие в зимних Олимпийских играх и ни один спортсмен из Мьянмы не завоевал олимпийской медали.
Национальный Олимпийский комитет Мьянмы был основан в 1947 году и признан Международным олимпийским комитетом в том же году.